# Enrico Sirello

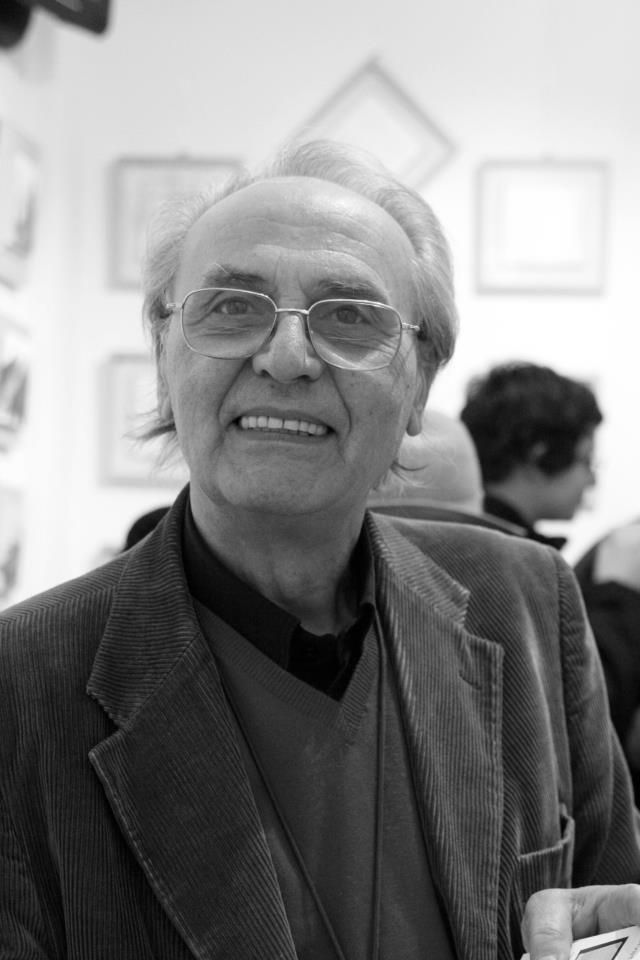

Enrico Sirello (Livorno, 1930 – Livorno, 26 febbraio 2012) è stato un pittore italiano, è stato esponente di spicco delle avanguardie Livornesi negli anni 60 e dell'arte programmata.

## Biografia
Dalla fine del 1963 sostenuto dalle conoscenze di psicologia della forma e del colore Sirello inizia a sperimentare delle strutture definite Gestaltiche.
Nel 1965 con Baldi, F. Cannilla, L. Drei, Glattfelder, F. Guerrieri, Bice Lazzari, C. Lorenzetti, A. Masi, Achille Pace e Pesciò organizza presso la casa della Cultura di Livorno la mostra dibattito "Strutture Significanti", che si ripetereà nelle sedi di Genova e Torino con testi critici di: Giulio Carlo Argan, Germano Beringheli, Emilio Garrone e Claudio Popovich.
Giulio Carlo Argan si era molto interessato alla teoria di Enrico Sirello sugli effetti anisotropici e in generale alla scheda programmatica scritta nel 1964 e pubblicata nel 65 alla galleria Giraldi di Livorno.
L'interesse di Argan per l'opera di Enrico Sirello prosegue nel tempo con le visite alle mostre personali dell'artista, in particolare nella mostra "Proposte d'intervento attivo" con sale personale a Saint Vincent (Aosta) nel 1972.
Al premio Sassoferrato (Ancona) gli viene assegnata la medaglia d'oro del Presidente della Repubblica.
Medaglia d'oro alla mostra internazionale del disegno a Palermo nel 1965.
Nel 1969 a progettato e diretto i lavori di trasformazione del teatro Pirandello di Roma in teatro Tor di Nona.
Nel 1970 partecipa al 26° e al 27° Salon de Realites Nouvelle a Parigi. Nello stesso anno esegue per Il (Parco dei giochi) di Termoli una scultura ruotante sonora in metallo verniciato.
(ESAFAX è il multiplo (90 esemplari) in acciaio inox (Cubo 15 X 15 X 15 cm) prodotto nel 1970 dalla 2RC di Roma a firma degli artisti : V. Arena, Nicola Carrino, A. Corbelli, E. Leinardi, E. Maldonado, Enrico Sirello).
Nel 1973 è invitato alla IV Biennale di Madrid ( Spagna ) ma le tre opere, censurate dal regime Franchista non saranno esposte.
Nel 1979 ha progettato e realizzato il "caffè – teatro - ristorante" di piazza Navona a Roma.
Nel 1980 ha disegnato su commissione il cartone (185x700 cm) per una pittura murale da eseguire all'interno del Castello di Montecchio (XI sec.) (Castiglion Fiorentino, Arezzo).
Nel 1981 nasce a Roma il gruppo di lavoro Spazio Documento, con Maldonado, L. Di Luciano, A. Pierelli, F. Giorchino, V. Arena, Maria Lai, G. Pizzo, Rosanna Lancia, E. Sirello e Guido Montana.
Sempre nell'81 è invitato alla “Quadriennale di Scenografia” a Praga (Repubblica Ceca).
Nel 1982, su invito del Centro Internazionale Arti Visive, ha eseguito una grande pittura murale nella Sala del Consiglio Comunale di Villasimius (Cagliari).
Nel 1983 disegna il “Logo” della CineRoma (ed. cinematografiche e televisive); riceve l'incarico di disegnare il “Calendario 1984” per la Centrale del Latte di Roma, ed è invitato a partecipare a “Pittori dell'occhio, della mente e dell'immaginazione” a cura di Giorgio Di Genova, Mario Dorfles e Luigi Lambertini a La Salerniana, Erice (Trapani).
È presente a C. C. C. 2 Costruttivismo, Concretiamo e Cinevisualismo Internazionale “ a cura di Carlo Belloli, Arte Struktura, Milano.
Nel 1988 è invitato a “ Dimensione Europea “, rassegna d'arte astratta, Complesso Monumentale S. Michele a Ripa, Roma.
Alla fine degli anni 90 Enrico Sirello inizia la sperimentazione degli intonaci a pomice di Lipari, il suo lavoro prosegue in questi anni alternando la pittura a tempera con i murali ad intonaco.
Nel 1999 mostra personale alla galleria Giraldi di Livorno con testo di Carlo Belloli.
Nel 2001 con Borrella, F. Costalonga e Tornquist, testo introduttivo di Germano Beringheli è in “Geometria e Colore” Arte e ricerca operativa: 30 anni di esperienza. Museo Civico di Villa Groppallo, Vado Ligure (Savona)
Dal 2004 collabora con lo Studio d'Arte Massi di Roma, dove partecipa a numerose 
manifestazioni con i massimi esponenti dell'astrattismo Italiano.
Nel 2007 è invitato alla rassegna d'arte Assaggio d'Artista, Massi Studio d'Arte Roma.
Nel maggio 2008 su invito dell'A. R. G. A. M nell'ambito della manifestazione “Il Salone di Maggio”, partecipa alla mostra “Prendere Posizione”, Museo Venanzo Crocetti Roma
Nel maggio 2009 mostra personale " L'arte di comporre " allo Studio d'Are Massi, in concomitanza con la Primaverile dell'A. R. G. A. M. (Associazione Gallerie Arte Moderna Roma)
Enrico Sirello dal 1966 viveva e lavorava a Roma.
Il maestro Enrico Sirello è morto a Livorno dopo una grave malattia il 26 febbraio 2012.